# Чемпионат России по «Что? Где? Когда?»

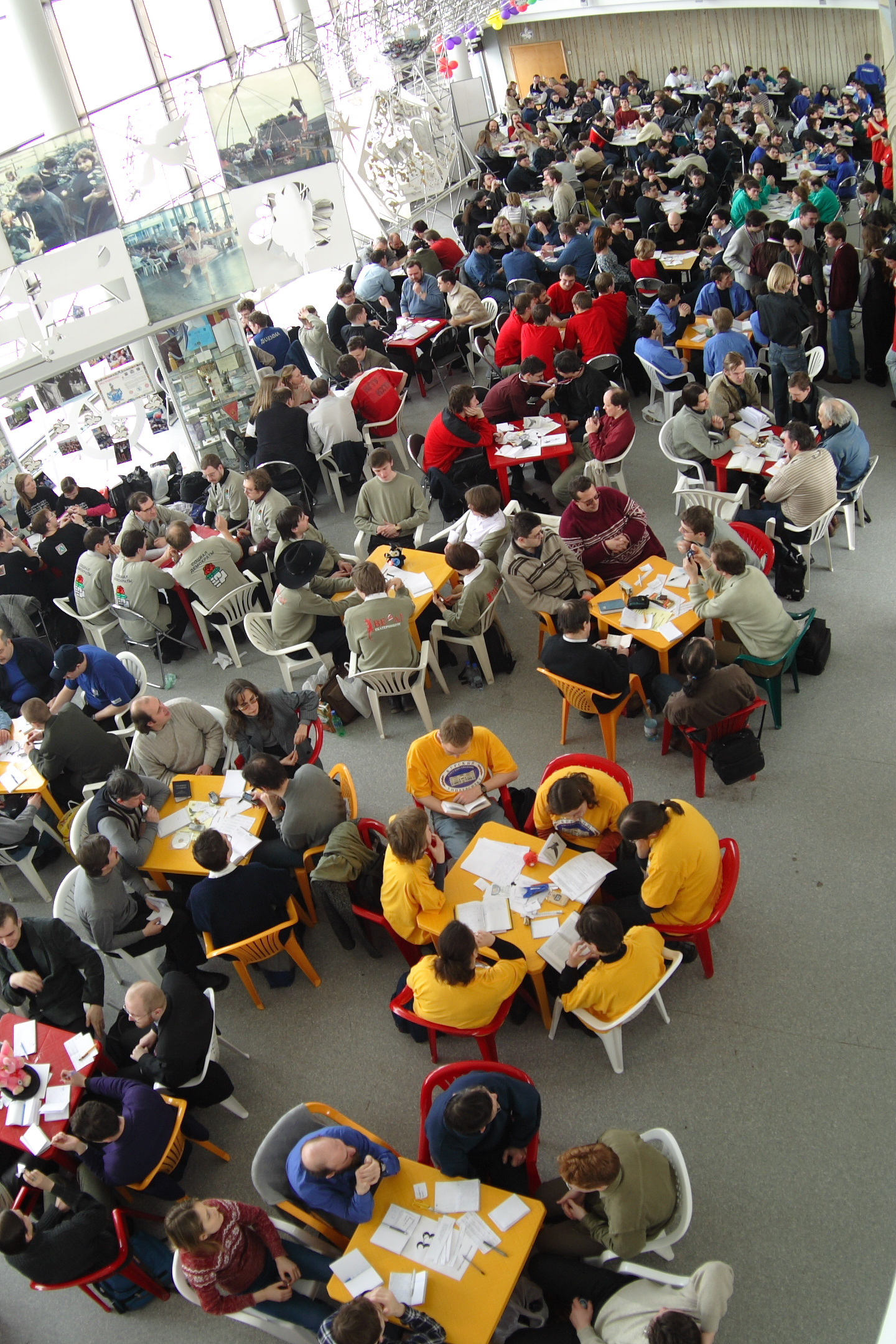
Пятый чемпионат России по «Что? Где? Когда» прошёл в Москве во дворце детского творчества

Чемпионат России по «Что? Где? Когда» (ЧГК) — ежегодный турнир по ЧГК, в котором принимают участие сильнейшие команды различных городов России.
Проводится с 2001 года.
Для отбора на турнир применяется смешанная система. К участию допускаются лучшие команды предыдущего чемпионата, по 3, 2 и 1 команде от городов различных категорий по результатам чемпионатов городов, победители этапов Кубка России, а также ряд сильнейших команд по рейтингу и лучшие команды по результатам ОКР от тех регионов, представители которых не попали в число участников по предыдущим критериям.
Общее число участников не должно быть менее 45 команд.

## Результаты

### 2001
3—4 февраля, Москва, МГДД(Ю)Т.
- 1. «Афина» (Москва, капитан Владимир Белкин).
- 2. «Соки Троя» (Санкт-Петербург, капитан Александр Друзь).
- 3. «Самсон» (Санкт-Петербург, капитан Олег Виноградов).

### 2002
2—3 февраля, Москва, МГДД(Ю)Т.

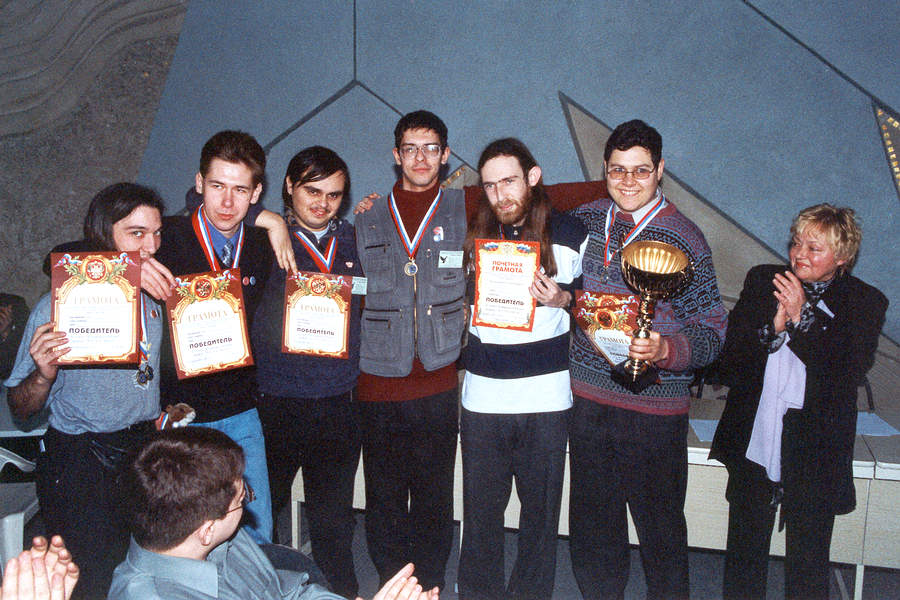
Команда «Ксеп» — чемпион России 2002 года

- 1. «Ксеп» (Москва, капитан Владимир Севриновский).
- 2. «Соки Троя» (Санкт-Петербург, капитан Александр Друзь).
- 3—4. «Афина — Genius» (Москва, капитан Максим Поташёв).
- 3—4. «КП — Неспроста» (Москва, капитан Анатолий Белкин).

### 2003
15—16 февраля, Москва, МГДД(Ю)Т.

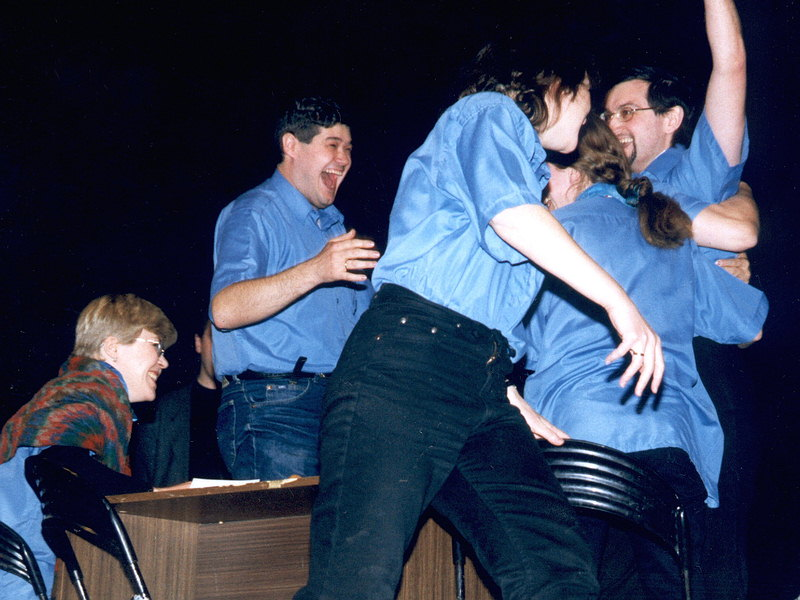
Команда Губанова — чемпион России 2003 года

- 1. Команда А. Губанова (Петергоф, капитан Антон Губанов).
- 2. «Genius» (Москва, капитан Максим Поташев).
- 3—4. «Ксеп — Огонёк» (Москва, капитан Владимир Севриновский).
- 3—4. Команда И. Иткина (Москва, капитан Илья Иткин).

### 2004
21—22 февраля, Санкт-Петербург, клуб «Порт».
- 1. «КП — Неспроста» (Москва, капитан Анатолий Белкин).
- 2—3. «Афина» (Москва, капитан Максим Поташев).
- 2—3. «Ксеп» (Москва, капитан Владимир Севриновский).

### 2005
26—27 февраля, Москва, МГДД(Ю)Т.
- 1. «Голден Телеком» (Москва, капитан Андрей Кузьмин).
- 2. Команда А. Губанова (Петергоф, капитан Антон Губанов).
- 3. «Неспроста» (Москва, капитан Анатолий Белкин).

### 2006
25—26 февраля, Саранск.
- 1. «Неспроста» (Москва, капитан Анатолий Белкин) — двукратный чемпион.
- 2—3. «Ксеп» (Москва, капитан Владимир Севриновский).
- 2—3. Команда А. Губанова (Петергоф, капитан Антон Губанов).

### 2007

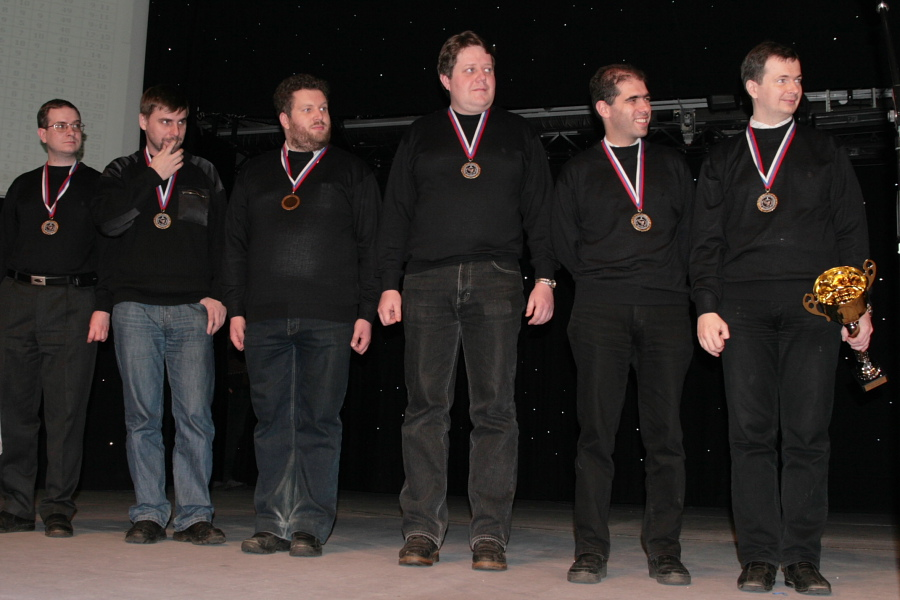
Команда Кузьмина — чемпион России 2007 года

24—25 февраля, Казань, культурно-развлекательный комплекс «Пирамида».
- 1. Команда Кузьмина (Москва, капитан Андрей Кузьмин) — двукратный чемпион.
- 2—3. «Неспроста» (Москва, капитан Анатолий Белкин).
- 2—3. «Ресурс» (Санкт-Петербург, капитан Алексей Богословский).

### 2008
9—10 марта, Москва, Российский государственный социальный университет.
- 1. «Афина» (Москва, капитан Максим Поташев) — двукратный чемпион.
- 2. Команда А. Губанова (Петергоф, капитан Антон Губанов).
- 3—4. Команда Кузьмина (Москва, капитан Андрей Кузьмин).
- 3—4. «Ксеп» (Москва, капитан Владимир Севриновский).

### 2009
21—22 марта, Санкт-Петербург, ЛЭТИ. Чемпионат был совмещён с фестивалем «Весна в ЛЭТИ».
- 1. Команда Кузьмина (Москва, капитан Андрей Кузьмин) — трёхкратный чемпион.
- 2—3. «ЛКИ» (Москва, капитан Андрей Ленский).
- 2—3. «Катус» (Санкт-Петербург, капитан Роман Семизаров).

### 2010
20—21 февраля, Москва, МГИМО.

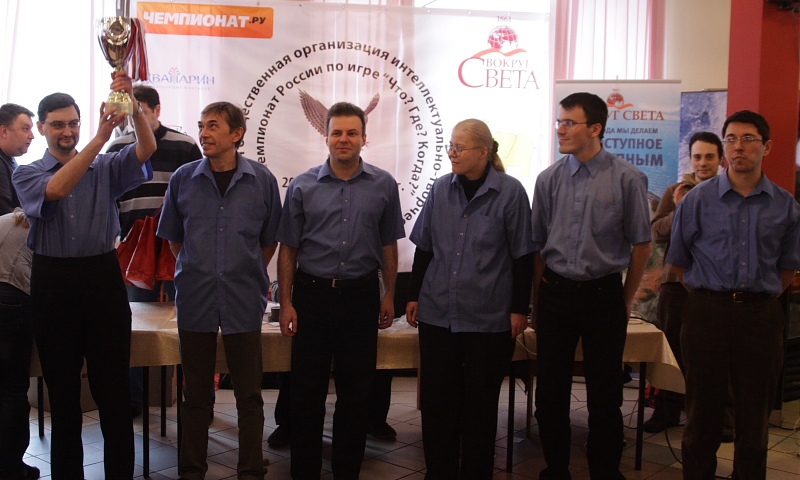
Команда Губанова — чемпион России 2010 года

- 1. Команда А. Губанова (Петергоф, капитан Антон Губанов) — двукратный чемпион.
- 2. «Сборная Кирибати» (Санкт-Петербург, капитан Алексей Богословский).
- 3—4. «Афина» (Москва, капитан Максим Поташев).
- 3—4. Команда Кузьмина (Москва, капитан Андрей Кузьмин).

### 2011
6—7 марта, Нижний Новгород, ННГУ.
- 1. «Афина» (Москва, капитан Максим Поташев) — трёхкратный чемпион.
- 2. «МИРаж» (Самара, капитан Антон Тахтаров).
- 3. Команда А. Губанова (Петергоф, капитан Антон Губанов).

### 2012
19—20 мая, Москва, МГИМО.
- 1. Команда А. Губанова (Петергоф, капитан Антон Губанов) — трёхкратный чемпион.
- 2. «Сборная Кирибати» (Санкт-Петербург, капитан Алексей Богословский)
- 3. «Ксеп» (Москва, капитан Илья Бер)

### 2013
13—14 апреля, Псков, КСК «Супер».
- 1. «Tenzor Consulting» (Москва, капитан Илья Бер) — двукратный чемпион.
- 2. Команда А. Губанова (Петергоф, капитан Антон Губанов)
- 3. «Афина» (Москва, капитан Максим Поташев).

### 2014
8—9 марта, Санкт-Петербург, отель «Холидей инн — Московские Ворота».
- 1. «Tenzor Consulting» (Москва, капитан Илья Бер) — трёхкратный чемпион.
- 2. Команда А. Губанова (Петергоф, капитан Антон Губанов)
- 3. «ЛКИ» (Москва, капитан Иван Семушин).

### 2015
16—17 мая, Санкт-Петербург, отель «Холидей инн — Московские Ворота».
- 1. Команда Губанова (Петродворец, капитан Антон Губанов) — четырёхкратный чемпион.
- 2. «Ксеп» (Москва, капитан Илья Бер)
- 3. «Рабочее название» (Санкт-Петербург, капитан Сергей Николенко).

### 2016
7—8 мая, пос. Солнечный Рамонского района Воронежской области (предместье Воронежа), концертный зал «Ивент-холл».
- 1. «Борский корабел» (Москва, капитан Михаил Савченков).
- 2. «Рабочее название» (Санкт-Петербург, капитан Сергей Николенко).
- 3. «Мираж» (Самара, капитан Николай Рябых).

### 2017
7—8 мая, Санкт-Петербург, отель «Холидей Инн — Московские Ворота».
- 1. «Борский корабел» (Москва, капитан Михаил Савченков) — двукратный чемпион.
- 2. «Рабочее название» (Санкт-Петербург, капитан Сергей Николенко).
- 3. Команда Губанова (Петродворец, капитан Алексей Гилёв).

### 2018
30 апреля — 1 мая, Санкт-Петербург, отель «Холидей Инн — Московские Ворота».
- 1. «Борский корабел» (Москва, капитан Михаил Савченков) — трехкратный чемпион.
- 2. «Ксеп» (Москва, капитан Илья Бер).
- 3. «Рабочее название» (Санкт-Петербург, капитан Сергей Николенко).

### 2019
18—19 мая, Москва, Российский экономический университет им. Г. В. Плеханова.
1. «Борский корабел» (Москва, капитан Михаил Савченков) — четырёхкратный чемпион.
2. «Сборная Кирибати» (Санкт-Петербург, капитан Алексей Богословский).
3. «Рабочее название» (Санкт-Петербург, капитан Сергей Николенко).

### 2024
29—30 июня, Москва, Международная выставка-форум «Россия» (турнир проводился при поддержке Российского общества «Знание» по лицензии ООО «Телекомпания „Игра-ТВ“»).
1. «Заячий тулупчик» (Санкт-Петербург, капитан Николай Коврижных).
2. «810» (Москва, капитан Максим Поташев).
3. «Бивни ИА» (Москва, капитан Ирина Афонина).

### 2025
26—27 июля, Москва, Hyatt Regency Петровский парк (турнир проводился по лицензии ООО «Телекомпания „Игра-ТВ“»).
1. «Заячий тулупчик» (Санкт-Петербург, капитан Николай Коврижных).
2. «810» (Москва, капитан Максим Поташев).
3. «Немчиновка» (Луховицы, капитан Станислав Максименко).